# Chlorophorus carinatus
Chlorophorus carinatus là một loài bọ cánh cứng trong họ Cerambycidae.